# Półwysep Murujuga
Półwysep Murujuga (również Półwysep Burrup) – półwysep położony w stanie Australia Zachodnia w Australii. Znajduje się na północny wschód od miasta Dampier. W 2020 roku został wpisany na listę informacyjną UNESCO.

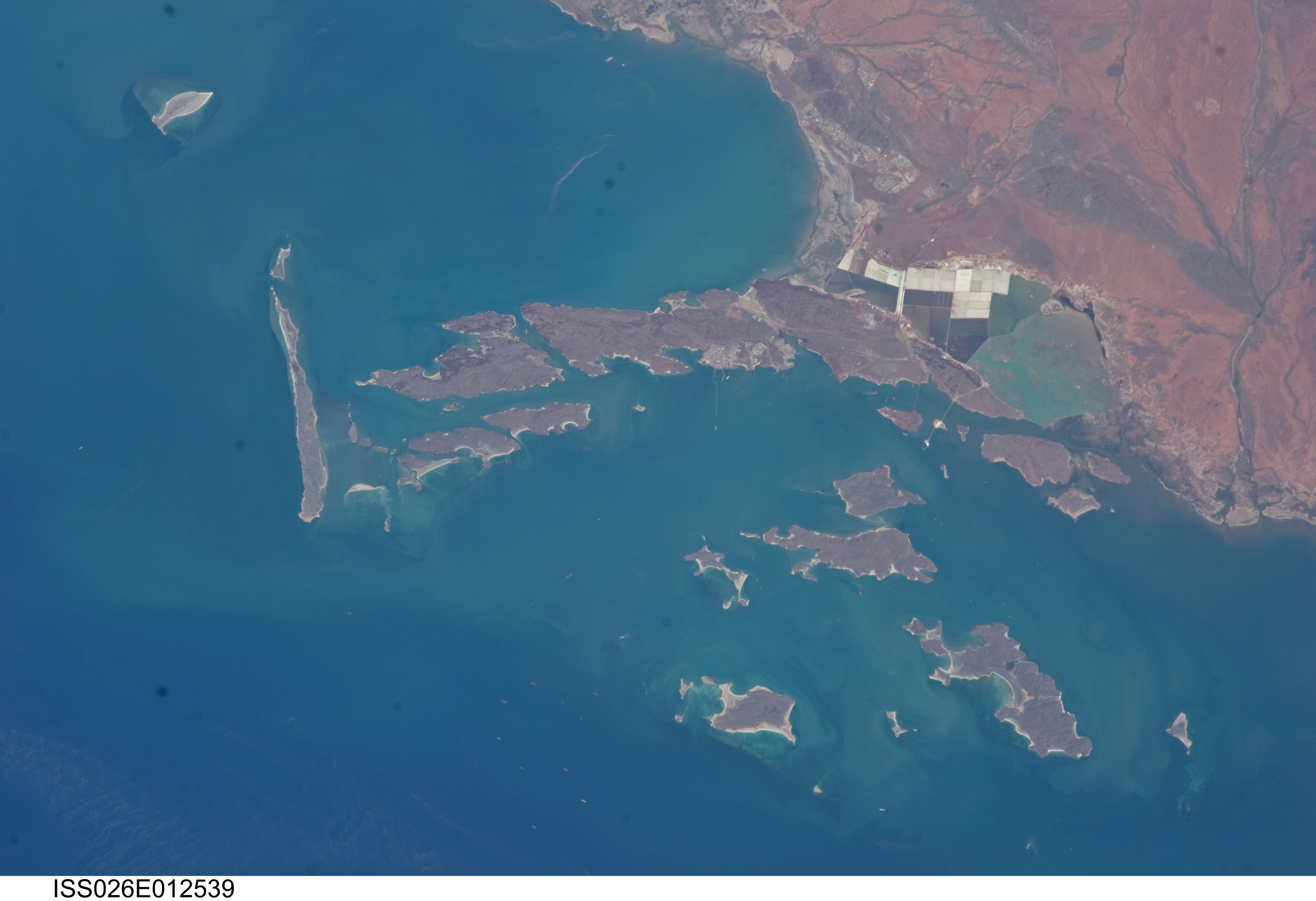
Widok na Półwysep Murujuga

## Petroglify
Na półwyspie znajduje się największa na świecie kolekcja petroglifów. Najstarsze z nich pochodzą sprzed 45 000 lat. Są one zagrożone z powodu rozwijającego się przemysłu w okolicznych miastach. W celu ochrony petroglifów powstał tutaj Park Narodowy Murujuga.

## Galeria

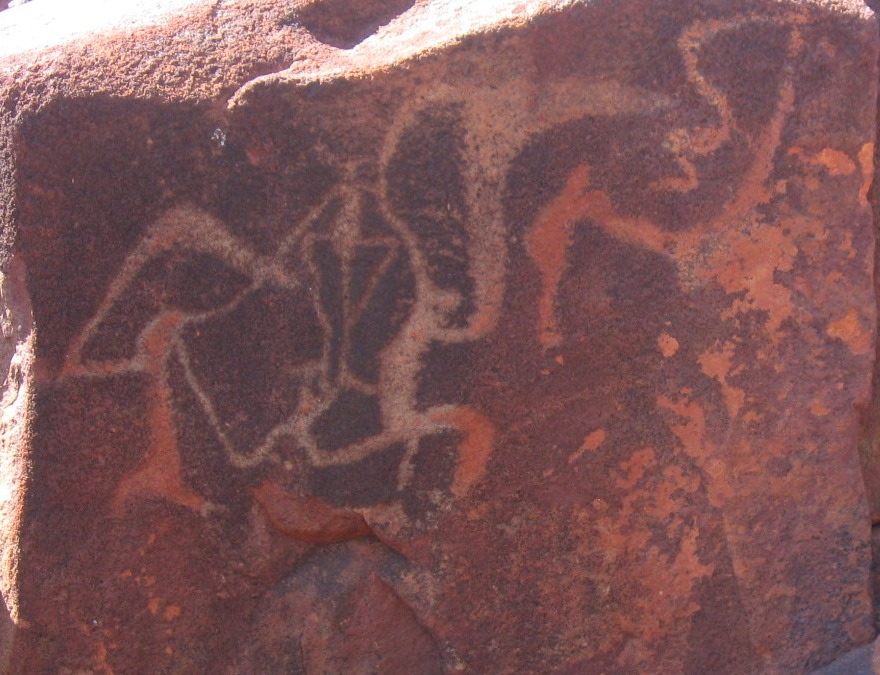
Sztuka naskalna Burrup
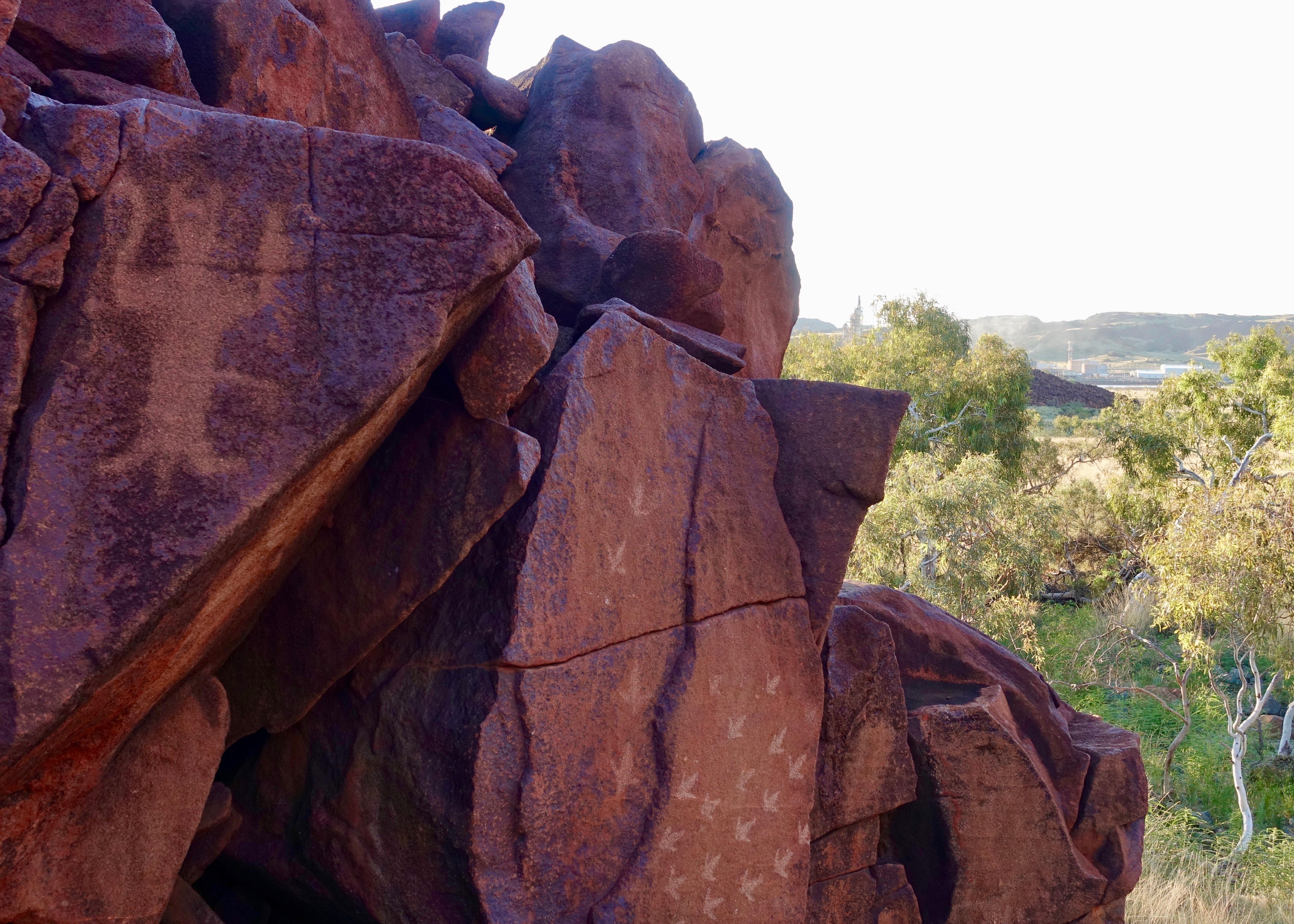
Petroglify w Parku Narodowym Murujuga